# Маккирнан, Дуглас
Дуглас Сеймур Маккирнан вариант транскрипции Маккернан (25 апреля 1913 — 29 апреля, 1950) — сотрудник Центрального разведывательного управления (ЦРУ), работавший под прикрытием должности вице-консула в Урумчи, стал первым в истории сотрудником ЦРУ убитым при исполнении служебных обязанностей.

## Биография

### Молодость и карьера
Дуглас Маккирнан родился в Мексике в городе Мехико. У его отца был авантюрный склад характера, он был китобоем и путешественником. С детства Дуглас владел четырьмя языками: английским, испанским, французским и немецким, а ко времени работы в Урумчи он умел объясняться и по-русски. Он был старшим из пяти братьев, его младших братьев звали Дункан, Ангус, Малкольм и Стюарт. Через некоторое время его семья переехала в городок Стоутон в штате Массачусетс, там он помогал отцу в работе на его частной автозаправочной станции. Дуглас и его братья стали радиолюбителями. В 1932 году Маккирнан поступил в Массачусетский технологический институт с физикой как основным предметом, но бросил учёбу после первого курса и стал работать лаборантом в том же институте.
Во время Второй мировой войны он в чине майора служил в Военно-воздушных силах (ВВС) США, сначала в 1942 году в Вашингтоне (округ Колумбия) в качестве офицера-криптоаналитика, а затем в качестве офицера метеорологической службы на Аляске и начиная с ноября 1943 года и до конца войны в Дихуа (ныне Урумчи), столице провинции Синьцзян. В феврале 1947 года Маккирнан принял предложение Госдепартамента и перешёл на должность сотрудника консульства в его прежнем месте жительства в Китае. В мае 1947 года он был нанят секретным сотрудником разведки (ЦРУ). В качестве прикрытия для этой работы он был назначен должность вице-консула Государственного департамента США в консульстве в Урумчи (Дихуа) в Синьцзяне.

### Последняя разведывательная миссия
В течение весны 1949 года стало ясно, что коммунистическая армия Мао Цзэдуна близка к победе в гражданской войне с войсками Китайской Республики Чан Кай-ши. 29 июля 1949 года госсекретарь Дин Ачесон приказал закрыть американское консульство в Урумчи. Маккирнану было приказано остаться, уничтожить консульские записи и оборудование и тайно продолжать наблюдения за атомной программой СССР. 10 августа 1949 года Маккирнан направил секретную шифровку госсекретарю Ачесону, где он докладывал, что он использует оборудование для обнаружения атомных взрывов на больших расстояниях. К середине сентября войска Гоминьдана, дислоцированные в Синьцзяне, перешли на сторону коммунистов без боя, и НОАК должна была войти в Урумчи со дня на день. Одновременно Советский Союз только что провёл первые атомные испытания на Семипалатинском полигоне в соседнем Казахстане, то есть к 29 августа 1949 работа Маккирнана в Урумчи была завершена. И хотя Маккирнан всё ещё мог бы вылететь из Урумчи регулярным рейсом, он, и ЦРУ, выбрали другой путь — через Тибет в Индию.
Возможно, Маккирнан боялся, что его могут арестовать, если он попытается проехать через коммунистический Китай, в это время так были задержаны несколько других американских дипломатов. К тому моменту то, что Маккирнан занимается шпионажем, было известно коммунистическим властям Китая. Независимо от того, какова была его мотивации в выборе маршрута, 25 сентября 1949 года, Маккирнан послал свою последнюю телеграмму из Урумчи, сообщив, что синьцзянские чиновники приняли новую коммунистическую власть, и коммунистическая армия готова войти в город.
Два дня спустя Маккирнан и Фрэнк Бессак, ученый, работавший в Китае по программе Фулбрайта (и которого другие сотрудники ЦРУ того времени характеризовали как агента-контрактника ЦРУ, хотя сам Бессак это отрицает), выехали на джипе из главных ворот Урумчи. Машина была загружена автоматами, гранатами, радиопередатчиками, золотыми слитками, навигационным оборудованием и комплектами для выживания в полевых условиях. Охранники проверили документы Маккирнана и его спутника и пропустили их. Они направились к озеру Барколь, где в тот момент находилась штаб-квартира лидера казахских повстанцев Османа-батыра Исламулы. Более месяца Маккирнан и Бессак провели у Османа. Там к ним присоединился Василий Званцов (1923—2012), работавший в консульстве у Маккирнана конюхом, а ещё раньше служивший в русском конном подразделении отряда Османа (Званцов бежал из СССР в Синьцзян в 1942 г.). Вместе с ним в группу Маккирнана вошли Степан Янюшкин (Yanuishkin) и Леонид (Лёвка) Шутов (Shutov). Осману Маккирнан оставил золото и радиопередатчики. Новые китайские власти рассматривали его как мятежника, принимающего поддержку от США; сам же Осман считал себя бойцом, борющимся за независимость своего народа. Его девизом была фраза «За казахов готов вступить в переговоры с дьяволом!».
После месяца, проведённого у Османа, группа Маккирнана отправилась в трудный путь, передвигаясь по ночам на лошадях и верблюдах через тысячемильную пустыню Такламакан на юг к Гималаям. Маккирнан тщательно записывал координаты и ориентиры и сообщал по радио об их перемещениях в Вашингтон. Записи его радиограмм до сих пор не рассекречены ЦРУ или Госдепартаментом. Дневник Маккирнана с дополнениями, сделанными Бессаком после его гибели, был рассекречен в 1990-е годы, хотя некоторые утверждают, что этот документ предварительно сильно отредактировали. К концу ноября партия поднялась на 3000 метров в «предгорьях» Кунь-Луня, где они перезимовали у казаха Хусейна Тайцзи.
В марте 1950 года небольшая группа перевалила через окраинный хребет нагорья, а затем пересекла всё обширное безлюдное плато Чангтан на северной окраине Тибета. 29 апреля 1950 года они прибыли на первую тибетскую заставу. Маккирнан отправил Бессака на переговоры с тибетцами, которые разбили лагерь неподалеку. Остальные члены группы поставили палатки за небольшим холмом. Услышав выстрелы, Бессак бросился назад в лагерь — Маккирнан, Янюшкин и Шутов были убиты, Василий Званцов — тяжело ранен в ногу. Той напряженной весной 1950 года тибетская пограничная охрана получала постоянные приказы, стрелять во всех иностранцев, пытающихся проникнуть в Тибет. Маккирнан и его группа были одеты как казахи, а казахи и тибетцы были в то время традиционными врагами, совершавшими набеги друг друга через границу. Тибетская стражники поняли, что допустили ошибку только пять дней спустя, когда к ним прибыли курьеры с посланием от Далай-ламы, гарантирующим личную безопасность для данной группы иностранцев. Американское правительство так сильно задержало отправку просьбы о разрешении безопасного передвижения для группы Маккирнана, что тибетское правительство никак не могло успеть отдать распоряжения вовремя. 11 июня 1950 года Бессак и Званцов в конце концов добрались до Лхасы всего за несколько недель до начала войны в Корее.

## Признание
29 июля 1950 года Нью-Йорк Таймс сообщила в смерти Маккирнана как представителя Государственного департамента. О его работе в качестве агента ЦРУ (но без упоминания о его роли в атомной разведке) впервые было сообщено в 2001 году в одной из глав книги Теда Гапа. В 2003 году Томас Лэрд написал целую книгу о работе Маккирнана и впервые раскрыл детали работы Маккирнан в атомной разведке.
Из-за того, что Маккирнан был первым погибшим сотрудником ЦРУ, работавшим под дипломатическим прикрытием в качестве сотрудника Госдепартамента, в ЦРУ ещё не были установлены процедуры относительно выплаты пенсий в таких случаях. Вследствие этого его вдова и дети были лишены пенсии ЦРУ. В 1950 году вдова Дугласа Пегги Маккирнан получила небольшую пенсию от Госдепартамента, гораздо меньшую, чем если бы ей была назначена пенсию ЦРУ, как это бы следовало. И только в 2000 году на секретной мемориальной церемонии в Лэнгли в присутствии вдовы и детей Маккирнана было признано, что первая звезда на Стене почета ЦРУ принадлежит их мужу и отцу. Когда в 2002 году впервые появилась информация о работе Маккирнана в атомной разведке, она была оспорена сотрудниками ЦРУ. Однако, ЦРУ не признавало причастности Маккирнан к своей работе до 2006 года, когда имя Дугласа Маккирнана было обнародовано в Книге Почета ЦРУ (CIA’s Book of Honor). Однако его работа в качестве агента в атомной разведке не была полностью признано ЦРУ до тех пор пока директор ЦРУ Майкл Хайден не рассказал о работе Маккирнана во время своей речи в октябре 2008 года